# Вершини світового письменства
«Вершини світового письменства» — книжкова серія, яка випускалась видавництвом «Дніпро» в Українській РСР впродовж 1969—1990.
У межах серії були видані найвидатніші твори світової класики, перекладені українською мовою. Видання забезпечувалися аналітичними передмовами та коментарями.
На момент припинення випуску серії (1990) було видано 68 випусків.
У серії було помилково випущено по два томи під номерами 45 та 56, а також при нумерації був пропущений том 46.
Усі книги серії випускались у форматі 84×108/32 (130×200 мм) та мали тверду обкладинку.

## Список книг
| Том | Автори                       | Твори | Рік видання | Сторінок | Наклад | Примітки |
| --- | ---------------------------- | --- | ----------- | -------- | ------ | -------- |
| 1   | Генріх Манн                  | - Вірнопідданий (переклад з німецької: Зісман М. Д.) | 1969        | 398      | 50000  | [ 1 ]    |
| 2   | Еміль Золя                   | - Щастя Ругонів (переклад з французької: Рубинський К. І.) | 1969        | 312      | 50000  | [ 2 ]    |
| 3   | Анна Зегерс                  | - Сьомий хрест (переклад з німецької: Факторович Є.) | 1969        | 360      | 50000  | [ 3 ]    |
| 4   | Анрі Барбюс                  | - Вогонь (переклад з французької: Терещенко М. І.) - Оповідання: - Місяць-злючка; Жалобний марш; Чулість; Діяння Лантюрлю; Як прозрів Йон Греча; Криваве джерело; Червона діва (переклад з французької: Дзюб І. П.) - Могила невідомого солдата (переклад з французької: Ржевуцька Е.) | 1969        | 342      | 50000  | [ 4 ]    |
| 5   | Болеслав Прус                | - Лялька (переклад з польської: Ковганюк С. П.) | 1970        | 844      | 30000  | [ 5 ]    |
| 6   | Ярослав Гашек                | - Пригоди бравого вояка Швейка (переклад з чеської: Масляк С. В.) | 1970        | 672      | 100000 | [ 6 ]    |
| 7   | Чарлз Діккенс                | - Тяжкі часи (переклад з англійської: Лісняк Ю. Я.) | 1970        | 300      | 50000  | [ 7 ]    |
| 8   | Йоган-Вольфганг Гете         | - Літа науки Вільгельма Майстера (переклад з німецької: Сакидон С. Й.) | 1970        | 520      | 30000  | [ 8 ]    |
| 9   | Сельма Лагерлеф              | - Сага про Єсту Берлінга (переклад зі шведської: Сенюк О. Д.) | 1971        | 328      | 65000  | [ 9 ]    |
| 10  | Ромен Роллан                 | - Кола Брюньйон (фр. Colas Breugnon) (переклад з французької: Сакидон С. Й.) | 1971        | 208      | 65000  | [ 10 ]   |
| 11  | Шарлотта Бронте              | - Джен Ейр (переклад з англійської: Соколовський П. І.) | 1971        | 464      | 50000  | [ 11 ]   |
| 12  | Марк Твен                    | - Оповідання та памфлети (переклад з англійської): - Славнозвісна жаба-стрибунка з Калаверасу; Убивство Юлія Цезаря (англ. The Killing of Julius Caesar 'Localized'); Наука проти талану (англ. Science vs. Luck); Чудовий стариган (англ. A Fine Old Man); Старосвітський друкар (англ. The Old-Fashioned Printer); Італійські гіди (англ. Our Italian Guide) (переклад: Доценко Р. І.) - Оповідання про капосного хлопчиська (англ. The Story Of The Bad Little Boy); Оповідання про гарного хлопчика (англ. The Story Of The Good Little Boy); Оповідки про великодушні вчинки (англ. About Magnanimous-Incident Literature); Живий він чи помер? (англ. Is He Living Or Is He Dead?) (переклад: Корнієнко В. О.) - Моє секретарювання в сенатора (англ. My Late Senatorial Secretaryship); Сіамські близнюки (англ. The Siamese Twins); Моя перша зустріч з Артімесом Вордом (англ. First Interview with Artemus Ward); Правдива історія (англ. A True Story) (переклад: Сенюк О. Д.) - Людожерство в поїзді; Як мене ошукали в Нью-Арку (англ. How the Author Was Sold in Newark); Ніагара (англ. Niagara); Розповідь комівояжера (англ. The Canvasser's Tale) (переклад: Шарандак П. С.) - Венера Капітолійська (англ. The Capitoline Venus); Таємничий візит (англ. A Mysterious Visit); Велика революція на Піткерні (англ. The Great Revolution in Pitcairn); Ми американізуємо Європу (англ. The Anglo-Saxon Race); Апофеоз убивць (англ. Lionizing Murderers) (переклад: Солонько Л. Т.) - Як я редагував сільськогосподарську газету (англ. How I Edited an Agricultural Paper); Ганебне переслідування хлопчика (англ. Disgraceful Persecution of a Boy); Журналістика в Теннесі; Людина, що спокусила Гедліберг (переклад: Шмиговський К.) - Мій годинник (англ. My Watch); Дифтерит у Маквільямсів (англ. Experience of the McWilliamses with Membranous Croup); Місіс Маквільямс і блискавка (англ. Mrs McWilliams and the Lightning); Мільйоннофунтова банкнота; До того, хто сидить у темряві (переклад: Лісняк Ю. Я.) - Як мене обирали в губернатори (англ. Running for Governor) (переклад: Скляр Ф. Ф.) - Про запахи (англ. About smells); Виправлений катехізис (англ. The Revised Catechism); Сполучені Штати Лінчування (переклад: Лещенко І. Ф.) - Сандвічеві острови (англ. The Sandwich Islands); Розмова з інтерв'юером (англ. An Encounter with an Interviewer); Як треба оповідати (англ. How to Tell a Story); Стосовно патріотизму; Дервіш і задерикуватий чужинець (англ. The Dervish and the Offensive Stranger); Поради юним (переклад: Хоменко Е.) - Крадіжка білого слона; Лист янгола-охоронця (англ. Letter from the Recording Angel); Допитлива Бессі (англ. Little Bessie would Assist Providence) (переклад: Дмитренко М. А.) - Роман ескімоської дівчини (англ. The Esquimau Maiden's Romance) (переклад: Кузнецова-Боровик Н.) - Записи в щоденнику (переклад: Прокопчук В. Й.) - Воєнна молитва (переклад: Слюсаренко Ф.) - Подорож капітана Стормфілда до раю (переклад: Гордієнко-Андріанова Н. М.) | 1972        | 375      | 50000  |          |
| 13  | Еміль Золя                   | - Завоювання Плассана (переклад з французької: Рудинська Є. Я.) | 1972        | 312      | 30000  | [ 12 ]   |
| 14  | Томас Манн                   | - Будденброки (переклад з німецької: Попович Є. О.) | 1973        | 592      | 150000 | [ 13 ]   |
| 15  | Бертольт Брехт               | - Копійчаний роман (переклад з німецької: Лісняк Ю. Я.) - Матінка Кураж та її діти (переклад з німецької: Зісман М. Д.) - Кавказьке крейдяне коло (переклад з німецької: Митрофанов В. І.) | 1973        | 528      | 150000 | [ 14 ]   |
| 16  | Шарль де Костер              | - Легенда про Уленшпігеля (переклад з французької: Сакидон С. Й.) | 1974        | 504      | 30000  | [ 15 ]   |
| 17  | Ернест Хемінгуей             | - Прощавай, зброє! - Старий і море - Оповідання: Непереможений; Десять індіан (англ. Ten Indians); Убивці; Півсотні тисяч; Гонка з переслідуванням (англ. A Pursuit Race); Гори як білі слони; Канарка для дочки; Альпійська ідилія (англ. An Alpine Idyll); На чужині; А тепер — спати; Ви такі не будете; Батьки й сини; День чекання; Чиста, ясно освітлена місцинка; Світло життя (англ. The Light of the World); Картяр, черниця і радіо; Столиця світу; Недовге щастя Френсіса Мекомбера; Сніги Кіліманджаро; Старий коло мосту (англ. Old Man at the Bridge) (переклад з англійської: Митрофанов В. І.) | 1974        | 576      | 65000  | [ 16 ]   |
| 18  | Марія Конопніцька            | - Пан Бальцер у Бразилії - Новели: Войцех Запала (пол. Wojciech Zapała); Натюрморт (пол. Martwa natura); Юзік Срокач (пол. Józik Srokacz); На веранді (пол. Na werendzie); На дорозі (пол. Na drodze); Дим; Юзефова (пол. Józefowa); Ганисек (пол. Hanysek); Аквілея (пол. Akwilea); В селищі (пол. W osadzie); При відчинених дверях (пол. Przy drzwiach otwartych); Баркаси повертаються (пол. Barki wracają); А capella (переклад з польської: Струтинський В. Г.) | 1974        | 424      | 28000  | [ 17 ]   |
| 19  | Генріх Манн                  | - Молоді літа короля Генріха IV (переклад з німецької: Лісняк Ю. Я.) | 1975        | 592      | 50000  | [ 18 ]   |
| 20  | Джон Голсуорсі               | - Сага про Форсайтів (переклад з англійської: Терех О. І.) | 1976        | 896      | 30000  | [ 19 ]   |
| 21  | Готгольд Ефраїм Лессінг      | - Комедії: Мінна фон Барнгельм; Емілія Галотті (переклад з німецької: Гавришків Б. М.) - Лаокоон (переклад з німецької: Попович Є. О.) | 1976        | 334      | 30000  | [ 20 ]   |
| 22  | Оноре Бальзак                | - Шуани (переклад з французької: Воронович Т. М.) - Батько Горіо (переклад з французької: Старинкевич Є. І.) | 1976        | 536      | 30000  | [ 21 ]   |
| 23  | Ернст Теодор Амадей Гофман   | - Золотий горнець; Майстер Мартін-бондар та його челядники; Крихітка Цахес, на прізвисько Цинобер (переклад з німецької: Сакидон С. Й.) - Володар бліх (переклад з німецької: Попович Є. О.) | 1976        | 366      | 30000  | [ 22 ]   |
| 24  | Стендаль                     | - Червоне і чорне (переклад з французької: Старинкевич Є. І.) | 1977        | 496      | 30000  | [ 23 ]   |
| 25  | Герберт Уеллс                | - Машина часу (переклад з англійської: Іванов М. О.) - Острів доктора Моро; Війна світів (переклад з англійської: Паламарчук Д. Х.) - Невидимець (переклад з англійської: Паламарчук Д. Х., Іванов М. О.) | 1977        | 470      | 50000  | [ 24 ]   |
| 26  | Беніто Перес Гальдос         | - Донья Перфекта - Сарагоса (переклад з іспанської: Конєва Ж.) | 1978        | 352      | 65000  | [ 25 ]   |
| 27  | Герман Гессе                 | - Гра в бісер (переклад з німецької: Попович Є. О.) | 1978        | 488      | 30000  | [ 26 ]   |
| 28  | Карел Чапек                  | - Війна з саламандрами - Мати - Оповідання: В замку (чеськ. Na zámku); Гроші (чеськ. Peníze); Сорочки (чеськ. Košile); Ворожка (чеськ. Veštkyně); Ясновидець (чеськ. Jasnovidec); Експеримент професора Роусса (чеськ. Experiment profesora Rousse); Поет (чеськ. Básník); Рекорд (чеськ. Rekord); Сліди (чеськ. Šlépěje); Купон (чеськ. Kupon); Селянській злочин (чеськ. Zločin v chalupě); Зникнення актора Бенди (чеськ. Zmizení herce Bendy); Замах на життя (чеськ. Vražedný útok); Відпущений на волю (чеськ. Propuštěný); Пригоди з грабіжником і палієм (чеськ. Příběh o kasaři a žháři); Голка (чеськ. Jehla); Колекція марок (чеськ. Sbírka známek); Кара Прометєєві (чеськ. Prométheův trest); Александр Македонський (чеськ. Alexandr Veliký); Смерть Архімеда (чеськ. Smrt Archimédova); Марфа і Марія (чеськ. Marta a Maria); Про п'ять хлібин (чеськ. O pěti chlebích); Ромео і Джульєтта (чеськ. Romeo a Julie) (переклад з чеської: Лісняк Ю. Я.) | 1978        | 440      | 115000 | [ 27 ]   |
| 29  | Вільям Теккерей              | - Ярмарок суєти (книга перша) (переклад з англійської: Сенюк О. Д.) | 1979        | 406      | 65000  | [ 28 ]   |
| 30  | Вільям Теккерей              | - Ярмарок суєти (книга друга) (переклад з англійської: Сенюк О. Д.) | 1979        | 384      | 65000  | [ 29 ]   |
| 31  | Арістофан                    | - Ахарняни; Мир (переклад із старогрецької: Содомора А. О.) - Хмари; Лісістрата; Жаби (переклад із старогрецької: Тен Б.) - Оси (переклад із старогрецької: Свідзінський В. Є., Содомора А. О.) | 1980        | 512      | 48000  | [ 30 ]   |
| 32  | Бласко Ібаньєс               | - Маха гола - Кров і пісок (переклад з іспанської: Шовкун В. Й.) | 1980        | 576      | 115000 | [ 31 ]   |
| 33  | Ліон Фейхтвангер             | - Успіх (переклад з німецької: Синиченко О. П.) | 1980        | 744      | 115000 | [ 32 ]   |
| 34  | Андрій Упіт                  | - Новели (переклад з латиської): - Полювання; Homo sapiens; Смерть Клеманса Пер'є (переклад: Захарова С.) - В хуртовину; Легкий хліб; У киплячому казані; Остання крапля (переклад: Липовецька І.) - На містку; У жнива; Аустра і братик (переклад: Гундич Ю. Н.) - Фракієць Кілон; Остання дія; Безбожник (переклад: Козаченко В. П.) - Оповідання про пастора; Клавс Бруніс (переклад: Хорунжий А.) | 1980        | 256      | 50000  | [ 33 ]   |
| 35  | Франсуа Моріак               | - Гадючник - Дорога в нікуди (переклад з французької: Паламарчук Д. Х.) | 1980        | 320      | 115000 | [ 34 ]   |
| 36  | Антон Чехов                  | - Оповідання: - Смерть чиновника; Товстий і тонкий (переклад з російської: Воскрекасенко С. І.) - Хамелеон; Маска; Зловмисник; Унтер Пришибєєв; Горе; Туга; Припадок; Дама з собачкою (переклад з російської: Хуторян А. С.) - Стрибуха (переклад з російської: Рудинська М.) - Будинок з мезоніном (переклад з російської: Скляренко С. Д.) - Іонич (переклад з російської: Дроб'язко Є. А.) - Людина в футлярі (переклад з російської: Козаченко В. П.) - Агрус (переклад з російської: Головко А. В.) - Душечка (переклад з російської: Кротевич Є. М.) - Наречена (переклад з російської: Бобир Д. М.) - Повісті: Спати хочеться; «Степ»; Палата № 6; Мужики (переклад з російської: Хуторян А. С.) - Вишневий сад (переклад з російської: Панч П. Й.) | 1981        | 408      | 50000  |          |
| 37  | Давньогрецька трагедія       | - Есхіл. Прометей закутий (переклад із старогрецької: Тен Б.) - Софокл. Цар Едіп. Антігона (переклад із старогрецької: Тен Б.) - Евріпід. Медея (переклад із старогрецької: Тен Б., Роздольський О. І.) | 1981        | 232      | 68000  |          |
| 38  | Оноре Бальзак                | - Ежені Гранде (переклад з французької: Ржевуцька Е.) - Селяни (переклад з французької: Дроб'язко Є. А.) | 1981        | 470      | 100000 |          |
| 39  | Мольєр                       | - Кумедні манірниці; Дон Жуан, або Камінний гість; Лікар мимоволі; Міщанин-шляхтич; Витівки Скапена; Хворий, та й годі (переклад з французької: Стешенко І. І.) - Тартюф, або Облудник (переклад з французької: Самійленко В. І.) - Мізантроп (переклад з французької: Рильський М. Т.) | 1981        | 504      | 28000  |          |
| 40  | Еліза Ожешко                 | - Над Німаном (переклад з польської: Стаєцький О. Б.) | 1981        | 504      | 115000 |          |
| 41  | Йоган Вольфганг Гете         | - Гетц фон Берліхінген із залізною рукою (переклад з німецької: Попович Є. О.) - Егмонт (переклад з німецької: Стешенко І. І.) - Страждання молодого Вертера (переклад з німецької: Сакидон С. Й.) | 1982        | 312      | 100000 |          |
| 42  | Апулей                       | - Метаморфози, або золотий осел (переклад з латинської: Кобів Й. У., Цимбалюк Ю. В.) | 1982        | 240      | 50000  |          |
| 43  | Стефан Жеромський            | - Попіл (переклад з польської: Струтинський В. Г.) | 1982        | 751      | 115000 |          |
| 44  | Август Стріндберг            | - Червона кімната - Оповідання: Нікуди не дінешся; Ляльковий дім; Осінь; Понад хмарами; Романтик з Роне; Кравець влаштовує танці; Митний наглядач; Вища мета; Тріумф; Афінський гурток; Сократ (переклад зі шведської: Сенюк О. Д.) | 1983        | 454      | 65000  |          |
| 45  | Педро Антоніо де Аларкон     | - Трикутний капелюх - Оповідання: Офранцужений (ісп. El afrancesado); Алькальд-вугляр; Янгол-охоронець (ісп. El ángel de la guarda); Квитанційна книжка; Розмова в Альгамбрі (ісп. Una conversación en la Alhambra); Два поняття про славу (ісп. Las dos glorias); Чому вона білява? (ісп. ¿Por qué era rubia?); Гарний улов (ісп. Buena pesca); Тік-так… (ісп. Tic… tac…); Оповідання з життя (переклад з іспанської: Конєва Ж.) | 1983        | 176      | 65000  |          |
| 45  | Садріддін Айні               | - Бухара (переклад з таджицької: Новицький О. М.) | 1983        | 592      | 50000  |          |
| 47  | Джонатан Свіфт               | - Мандри Гуллівера (переклад з англійської: Лісняк Ю. Я.) | 1983        | 287      | 150000 |          |
| 48  | Герман Мелвілл               | - Мобі Дік (переклад з англійської: Лісняк Ю. Я.) | 1984        | 580      | 115000 |          |
| 49  | Дамоклів меч: Антична новела | - Давньогрецька новела (фрагменти творів): Хаорн з Лампсак; Геродот; Ксенофонт; Ктесій; Харет Мітиленський; Тімей; Діон Хрисостом; Флегонт із Тралл; Аппіан; Павсаній; Лукіан; Афіней; Клавдій Еліан; Арістенет; Езоп; Мусей (переклад зі старогрецької: Кобів Й. У., Цимбалюк Ю. В.) - Римська новела (фрагменти творів): Марк Туллій Цицерон; Тіт Лівій; Валерій Максім; Квінт Курцій Руф; Гай Петроній; Пліній Старший; Пліній Молодший; Авл Геллій; Апулей Мадаврський (переклад з латинської: Кобів Й. У., Цимбалюк Ю. В.) | 1984        | 285      | 30000  |          |
| 50  | Тарас Шевченко               | - Кобзар | 1985        | 640      | 500000 |          |
| 51  | Мухтар Ауезов                | - Шлях Абая (переклад з казахської: Гринько Д.) | 1985        | 639      | 65000  |          |
| 52  | Алессандро Мандзоні          | - Заручені (переклад з італійської: Соколовський П. І.) | 1985        | 606      | 100000 |          |
| 53  | Данієль Дефо                 | - Робінзон Крузо (переклад з англійської: Крижевич Є. Д.) | 1985        | 263      | 115000 |          |
| 54  | Генріх Манн                  | - Літа зрілості короля Генріха IV (переклад з німецької: Лісняк Ю. Я.) | 1985        | 748      |        |          |
| 55  | Джованні Боккаччо            | - Декамерон (переклад з італійської: Лукаш М. О.) | 1985        | 664      | 150000 |          |
| 56  | Леся Українка                | - Лірика - Драми: Лісова пісня; Камінний господар | 1986        | 415      | 115000 |          |
| 56  | Максим Горький               | - Мати (переклад з російської: Маненко І.) | 1986        | 315      | 50000  |          |
| 57  | Генрик Сенкевич              | - Без догмата (переклад з польської: Лєнік О.) | 1986        | 382      | 150000 |          |
| 58  | Оноре Бальзак                | - Втрачені ілюзії (переклад з англійської: Паламарчук Д. Х., Шовкун В. Й.) | 1986        | 632      | 150000 |          |
| 59  | Жоржі Амаду                  | - Габрієла (переклад з португальської: Петренко Ю. П., Олевський Л. Б.) | 1987        | 453      | 65000  |          |
| 60  | Чарлз Діккенс                | - Пригоди Олівера Твіста (переклад з англійської: Пінчевський М. М., Пінчевська-Чекаль Г. С., Терех О. І.) | 1987        | 423      | 200000 |          |
| 61  | Сатира епохи Відродження     | - Листи темних людей (переклад з латинської: Кобів Й. У., Цимбалюк Ю. В.) | 1987        | 272      | 30000  |          |
| 62  | Річард Олдінгтон             | - Смерть героя (переклад з англійської: Лісняк Ю. Я.) | 1988        | 341      | 50000  |          |
| 63  | Утопічний роман              | - Томас Мор. Утопія - Томмазо Кампанелла. Місто Сонця (переклад з латинської: перекладач не вказаний) | 1988        | 207      | 30000  |          |
| 64  | Віктор Гюго                  | - Собор Паризької Богоматері (переклад з французької: Тернюк П. І.) | 1989        | 478      | 150000 |          |
| 65  | Анатоль Франс                | - Острів пінгвінів; Повстання янголів (переклад з французької: Лісняк Ю. Я.) - Боги жадають (переклад з французької: Паламарчук Д. Х.) | 1989        | 605      | 30000  |          |
| 66  | Міхай Емінеску               | - Повісті. Новели. Казки: - Зневірений дух; Археус (рум. Archeus); На іменини (рум. La aniversară) (переклад з румунської: Чищевий М.) - Перевтілення фараона Тла (рум. Avatarii faraonului Tlà) (переклад з румунської: Кушнірик І. Г.) - Бідний Діоніс (переклад з румунської: М'ястківський А. П.) - Чезара; Іконостас і фрагментарій (рум. Iconostas și Fragmentarium); Смерть Іоана Вестіміє (рум. Moartea lui Ioan Vestimie) (переклад з румунської: Баранов В. Ф.) - Батюшка Єрмолокіє Киселиця (рум. Părintele Ermolachie Chisăliță) (переклад з румунської: Семчинський С. В.) - Фет-Фрумос із сльози (переклад з румунської: Бережна Г. В.) | 1989        | 255      | 15000  |          |
| 67  | Томас Манн                   | - Доктор Фаустус (переклад з німецької: Попович Є. О.) | 1990        | 574      | 30000  |          |